# Las Terrenas
 (janvier 2017).
Las Terrenas est une ville de la côte nord-est de République dominicaine située sur la péninsule de Samaná, dans la province de Samaná.
Elle est internationalement connue pour son taux élevé de tourisme, ses plages de sable blanc et ses eaux cristallines. Les visiteurs sont pour la plupart de nationalités européennes : Français, Espagnols, Italiens et Allemands. L'un des endroits les plus connus de la ville est le village de pêcheurs. Son nom vient du fait que la ville a été autrefois habitée par des pêcheurs. Parmi les plages les plus connues sont la pointe et les baleines de pavot plage. L'attirance pour cette région ne cesse de croître en raison des investissements dans les infrastructures touristiques comme les hôtels, clubs, restaurants et centres ou des endroits tels que Port Plaza de las Terrenas, avec une architecture similaire à celle d'un bateau. En soirée, les centres de divertissement sont envahis par des centaines de touristes tout comme les restaurants avec vue sur la plage.
Village de pêcheurs à l'origine, puis destination branchée peu connue, ce village connait ces dernières années un fort développement touristique, accru par la présence du nouvel Aéroport international El Catey à 45 min du village.
La région est caractérisée par un climat tropical tempéré, avec des températures variant de 25 à 32°C. Ce sont surtout les plages, les plus sauvages encore de la République Dominicaine, qui attirent les vacanciers à Las Terrenas, au cœur de la Péninsule de Samaná.
Les commerces du centre-ville sont généralement tenus par des Européens.

## Histoire
La ville a été fondée en 1946, lorsque le président Rafael Leonidas Trujillo a ordonné aux habitants pauvres de Santo Domingo de se réinstaller et de devenir agriculteurs et pêcheurs. Las Terrenas était alors un petit village de pêcheurs isolé du reste du pays: la route qui reliait Las Terrenas à Sánchez (ouverte seulement depuis 1989) était impraticable, et rejoindre cette communauté était une aventure. Il n'y avait pas l'électricité, qui est arrivée en 1994.
Mais cela valait la peine : la beauté céleste de la place a suscité plus d'un à faire l'effort du trajet, et peu à peu, d'autres nationalités européennes sont venues s'installer. Au fil des années, le village s'est développé et les cabanes de pêcheurs anciennes ont été transformées lentement en bars, restaurants et magasins. La beauté de l'endroit, la coexistence de différentes nationalités, Dominicains, Français, Italiens, Allemands, Suisses, Canadiens, Américains, Espagnols, ont contribué à faire de Las Terrenas le siège d'événements nationaux. Aujourd'hui, Las Terrenas est une station balnéaire qui peut accueillir aussi bien ceux qui veulent partager des vacances en famille que ceux qui veulent faire la fête avec des amis, faire du sport ou se détendre, avec de nombreuses activités.
Samaná fut un célèbre port de commerce d'esclaves pour les Britanniques au début du XVIIe siècle. Aujourd'hui, les gens de ce pays sont une combinaison de Tainos, d'Espagnols, d'Antillais et d'esclaves africains. Le nom de Las Terrenas provient du français le terrien (le propriétaire).

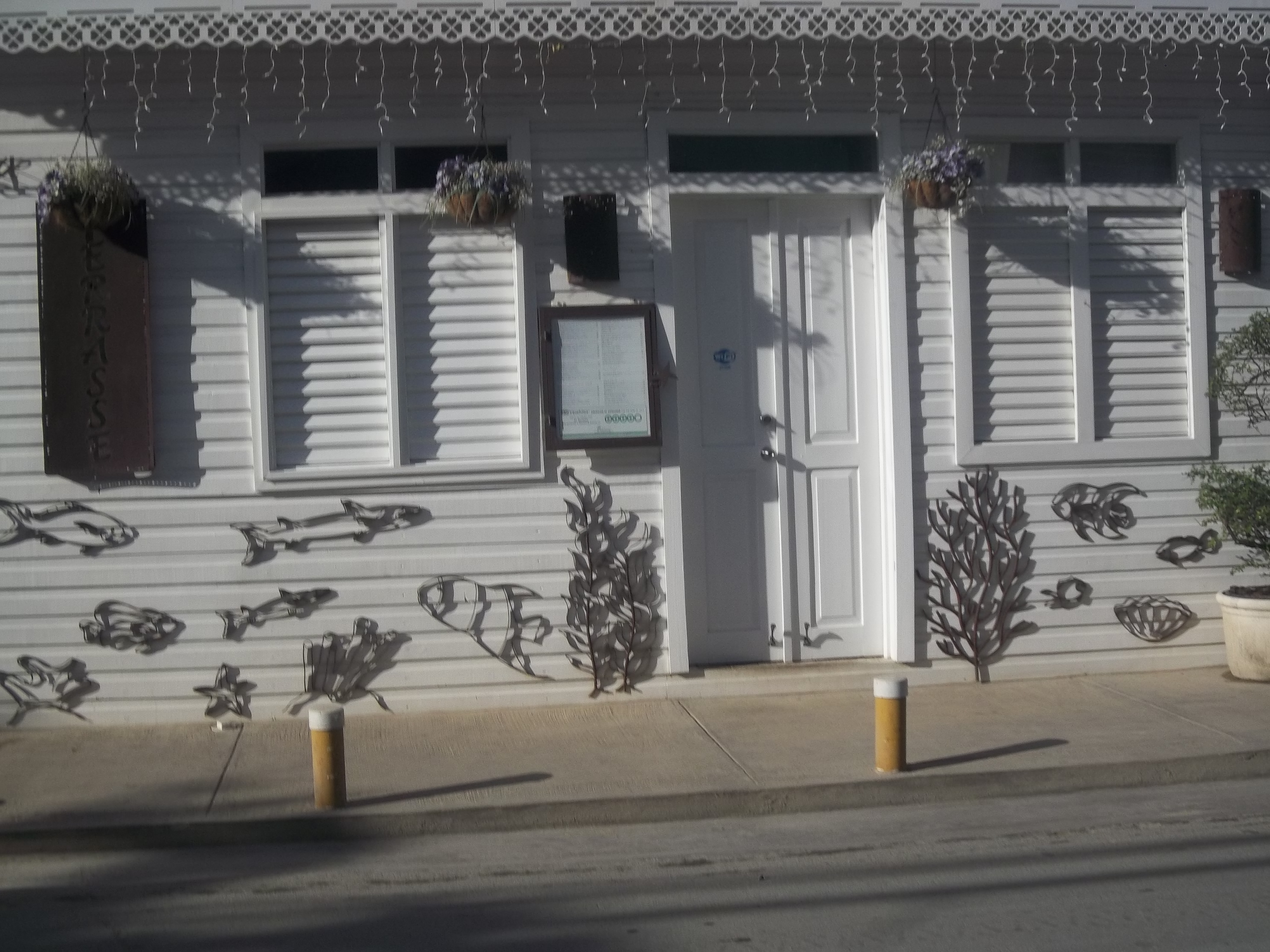
bellissimo ristorante

## Population
En 2012, la ville avait une population totale de 18 829 habitants, dont 9 776 hommes et 9053 femmes. Actuellement, la population a augmenté de façon significative en raison de la migration des étrangers dans la région.
La ville a 18.000 habitants, 6.000 expatriés (1700 Français, 1100 Italiens, 700 Suisses et Belges, 700 Canadiens, 500 Allemands et des Anglais, Espagnols, Néerlandais, Américains...).

## Tourisme
Les principales activités économiques de la ville sont le tourisme, le commerce et la pêche.

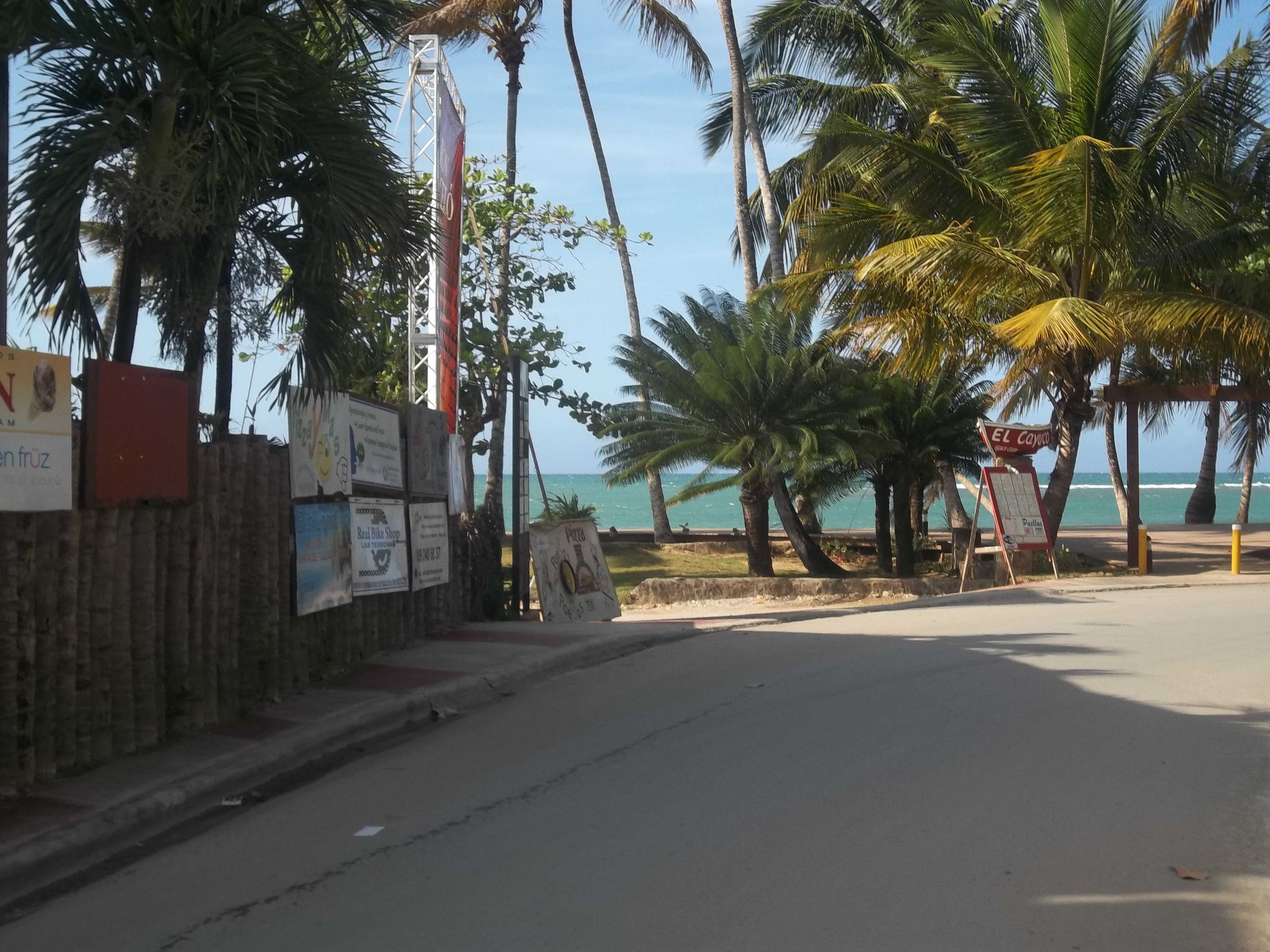
vue sur la rue

Les plages sont la première attraction. Elles sont utilisées pour la baignade, prendre des photos de mariage, des anniversaires, des tournages de films, la pratique de sports nautiques. Les collines sont une attraction touristique pour les visiteurs et les investisseurs.
Les centres de loisirs font partie des attractions touristiques de Las Terrenas. Les activités nautiques effectuées en mer, telles que la plongée, la voile, par exemple font partie des attractions touristiques de l'endroit.
Les excursions sont l'une des attractions touristiques de Las Terrenas. Des itinéraires dans toute la péninsule de Samaná sont offertes. 

## Transport
Las Terrenas est un nouveau point chaud pour les étrangers et les gens de la capitale, Santo Domingo (SD). Depuis l'achèvement de la nouvelle autoroute entre Saint-Domingue et Samaná, les gens de la capitale ont commencé à visiter l'endroit de manière plus régulière. Le trajet dure deux heures du centre de Las Terrenas au centre de Saint-Domingue. En outre, le nouvel aéroport international El Catey est ouvert pour les vols internationaux, principalement utilisés pour les connexions vers l'Europe et l'Amérique du nord Canada et États-Unis. JetBlue a commencé 2 vols par semaine non-stop de New York en 2012.
En Mars 2012, la nouvelle portion de route entre El Catey et Las Terrenas aussi est terminée. Toutes les routes sont désormais asphaltées ce qui permet de relier El Catey à las Terrenas en seulement 20 minutes.

## Développement
Las Terrenas a développé un nouveau pipeline opérationnel à partir de 2013. Par ailleurs, en Mars 2012,  La Terrenas bénéficie d'un nouveau système Internet / TV / téléphone fibre optique qui a progressivement amélioré les communications et la connexion réseau.

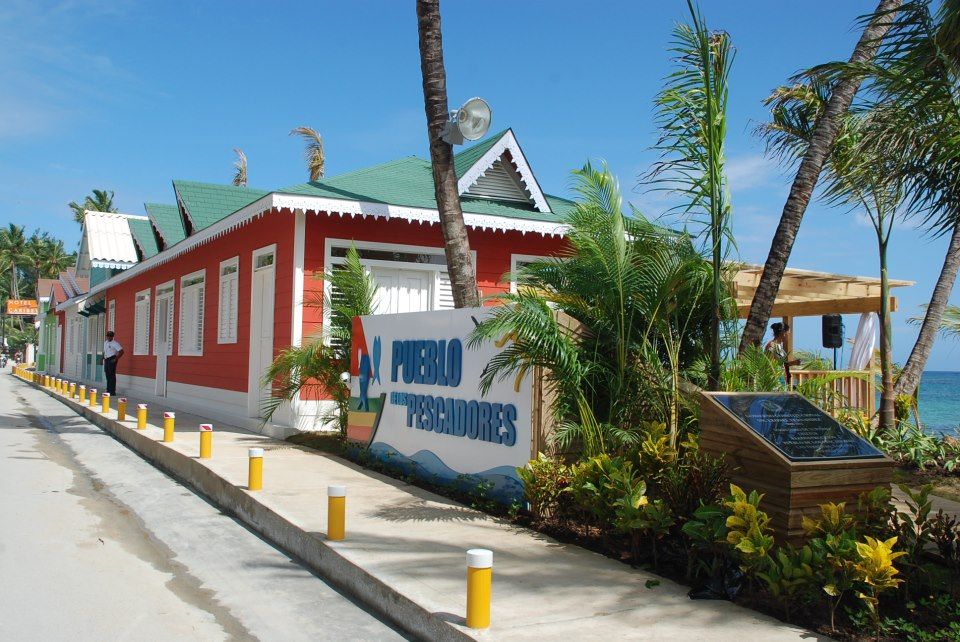
village de pêcheurs